# Sint-Margarethakerk (Knokke)

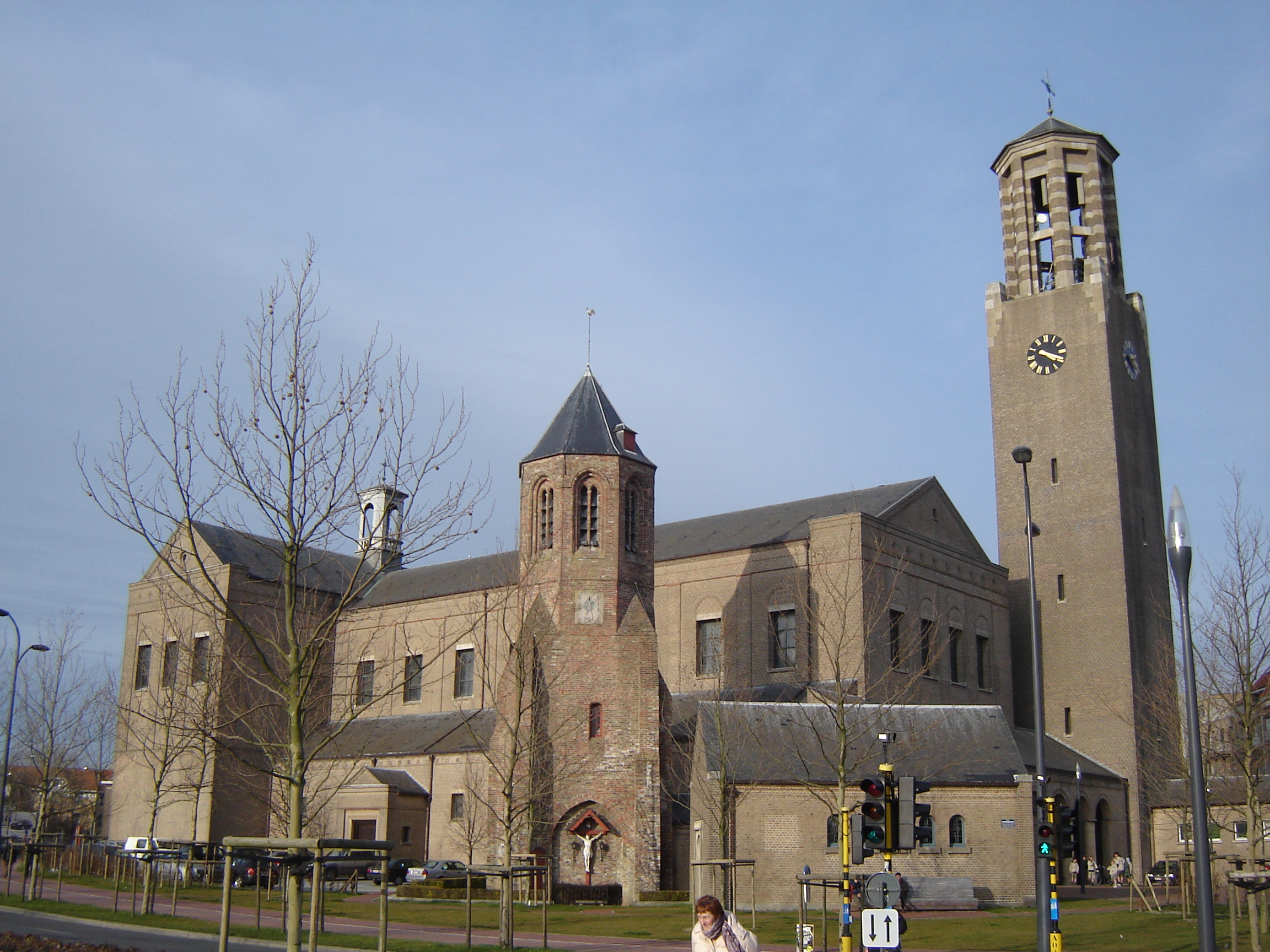
Sint-Margarethakerk

De Sint-Margarethakerk is een parochiekerk in de Belgische badplaats Knokke, gelegen aan het Pastoor Opdedrinckplein.

## Geschiedenis
In 1227 werd voor het eerst een Sint-Catharinakapel vermeld en in 1253 werd een parochie opgericht, genaamd Sint-Catharina-ten-Knocke. Waarschijnlijk werd de kapel uiteindelijk opgenomen in de latere Sint-Margarethakerk. Deze kerk werd voor het eerst vermeld in 1477 en de toren ervan vormde een belangrijk baken voor de scheepvaart. Eind 16e en begin 17e eeuw had de kerk te lijden onder de Beeldenstorm en de godsdienstoorlogen. In 1613 werd de kerk weer hersteld. Van 1632-1642 werd de toren herbouwd, naar model van de voorganger. In 1796 werd de kerk door het Franse bestuur in beslag genomen en in 1801 teruggegeven aan de parochie. In 1852 werd de kerk vergroot volgens plannen van P. Buyck en in 1905 werd een nieuw koorgedeelte gebouwd.
Ten gevolge van de Tweede Wereldoorlog werd de kerk zwaar beschadigd en van 1955-1958 werd een nieuwe kerk gebouwd, waarbij de toren, die in 1938 als monument was beschermd, werd behouden. In 1958 werd de kerk opnieuw ingewijd als Onbevlekt Hart van Maria- en Margaretakerk.

## Gebouw
Het betreft een achthoekige bakstenen toren op een vierkante basis, gebouwd in 1642. De toren staat vrijwel los van de eigenlijke kerk, die ook een toren bezit. Aan de toren is in 1648 het wapenschild van Marc Albert Arrazola de Oñate aangebracht, die schepen (1648-1665) en burgemeester (1649-1659) van het Brugse Vrije was. De toren is 23 meter hoog en wordt door een tentdak gedekt. Deze toren is zichtbaar op het schilderij van Camille Pissarro Het dorp Knokke, dat hij tijdens zijn verblijf in 1894 aldaar schilderde.
De nieuwe kerk is een bouwwerk in basilicastijl, ontworpen door Jos Ritzen. De kerk heeft een door kolommen gedragen ingangsportaal onder lessenaardak. Rechts daarvan bevindt zich een nieuwe toren, met -evenals bij de oude toren- een vierkante basis en daarop een achtkante lantaarn, gedekt met tentdak.